# Agapanthia nicosiensis
Agapanthia nicosiensis är en skalbaggsart som beskrevs av Maurice Pic 1927. Agapanthia nicosiensis ingår i släktet Agapanthia och familjen långhorningar. Inga underarter finns listade i Catalogue of Life.